# Hoggicosa wolodymyri
Hoggicosa wolodymyri is een spinnensoort in de taxonomische indeling van de wolfspinnen (Lycosidae).
Het dier behoort tot het geslacht Hoggicosa. De wetenschappelijke naam van de soort werd voor het eerst geldig gepubliceerd in 2010 door Langlands en Framenau.